# 2008年環球金融危機

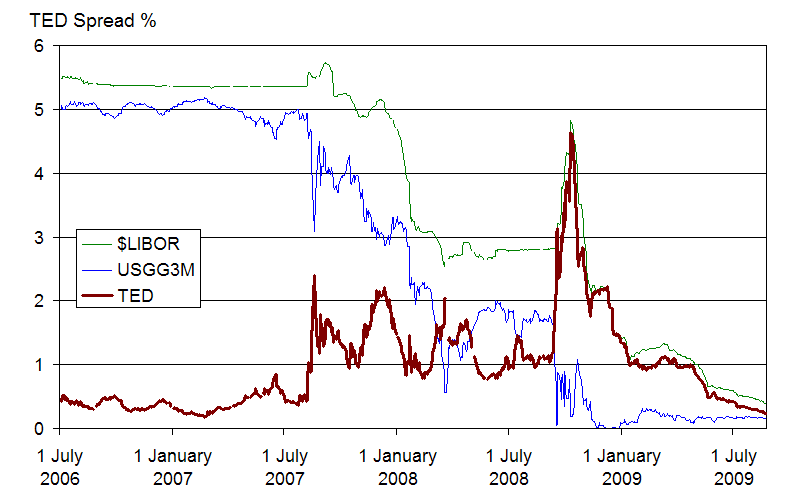
泰德差價（紅色）在金融危機中明顯增加，反映市場預期的信用風險.

道瓊工業指數一度快速下跌

2008年環球金融危機（英語：Financial crisis of 2007–2008），又稱2008年世界金融危機、次貸危機、信用危機、2008年華爾街金融危機、2008年金融崩潰，在2008年又出現了金融海嘯及華爾街海嘯等名稱，是一場在2007年8月9日開始浮現的金融危機。自次級房屋信貸危機爆發後，投資者開始對按揭證券的價值失去信心，引發流動性危機，當中經歷2008年環球股災。即使多國中央銀行多次向金融市場注入巨額資金，也無法阻止這場金融危機的爆發。直到2008年9月，這場金融危機開始失控，並導致多間相當大型的金融機構倒閉或被政府接管，引發經濟衰退。

## 歷史背景

### 危機成因

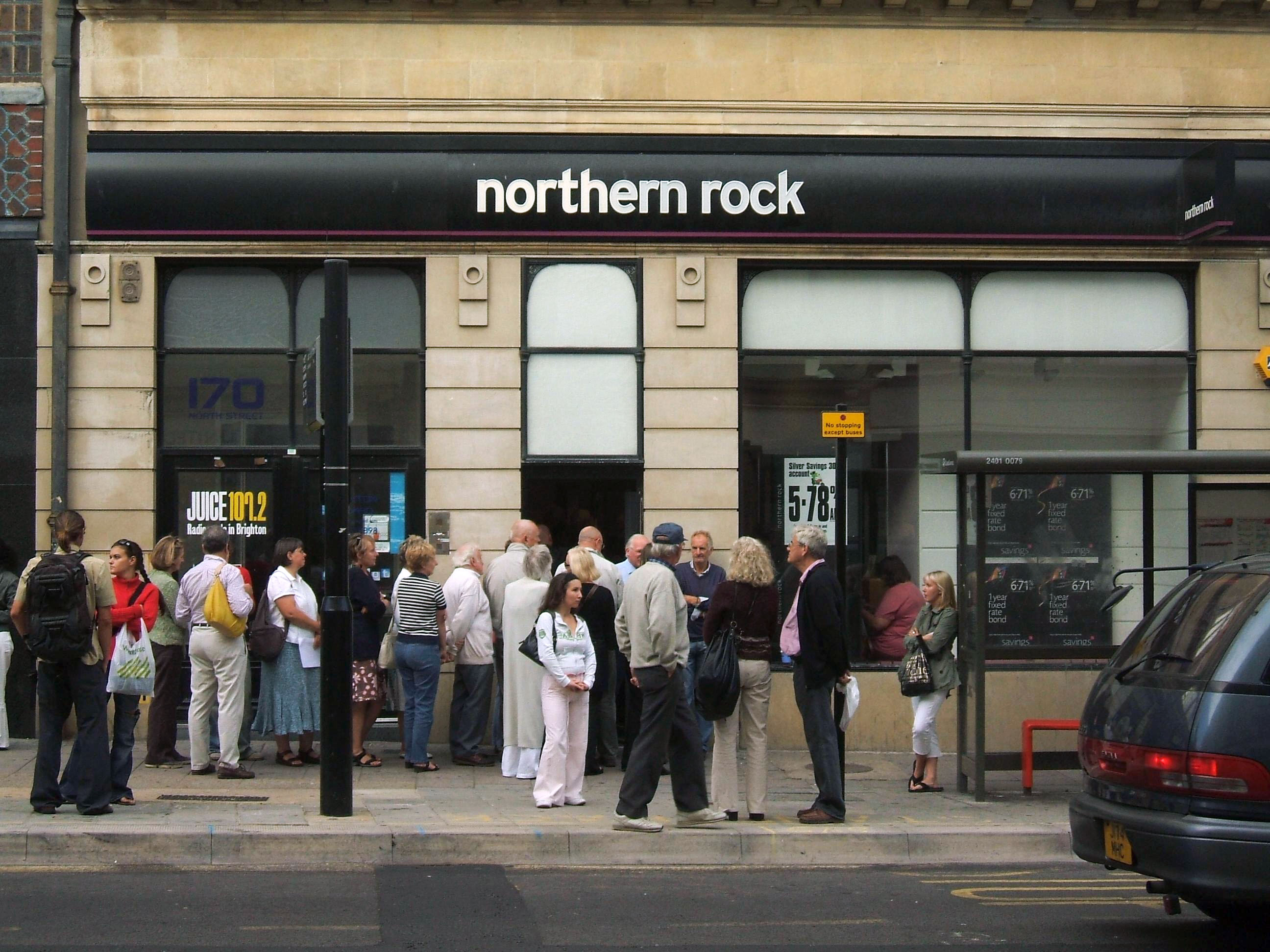
北岩银行2008年擠兌人潮

最初流動性危機在事後被觀察認為是因更早以前的次級房屋信貸危機中抵押貸款違約和法拍屋急劇增加所引發。英國第五大貸款機構北岩銀行是首批遭遇危機衝擊的對象之一該行已無法借到足夠額外資金償還那些2007年9月中旬到期的債務。由於沒有持續現金流注入，其所經營的高杠桿性質業務無法支撐，最終導致其被政府接管，並顯示出這起很快便降臨到其他銀行和金融機構的危機早期跡象。
在過於寬鬆的授信標準下的過度借貸為美國房貸泡沫的特徵之一。信用氾濫並導致大量的次級按揭（次級貸款），投資者認為這些高風險的貸款會被资产证券化而緩和。從1989年以來，美國發行MBS的主要機構房利美、房地美、吉利美所發行的MBS殖利率平均高於美國十年期公債殖利率137個基本點，吸引許多法人投資。雷曼兄弟MBS指數顯示無論利率升降，自1996年以來該指數連續十年都是正報酬，最差的1999年也有2.1%的報酬率，同時期MSCI全球債券指數在1999年、2001年、2005年卻是負報酬率。這個策略似乎以骨牌效應擴展和散佈。
由失敗的資產證券化計劃導致損害橫掃房屋市場及其企業，進而引發次級房屋信貸危機，導致更大的銀主盤被銀行在市場上拋售。這些過量房屋供應使周邊的住屋價格大跌，造成它們容易遭法院收回拍賣或放棄。這個結果替往後金融危機埋下伏筆。起初，受影響的公司只限於那些直接涉足建屋及次級貸款業務的公司，如北岩銀行及美国国家金融服务公司。一些從事按揭證券化的金融機構，例如貝爾斯登，成為犧牲品。

### 2008年環球股災
2008年1月中，由於市場憂慮美國經濟衰退、美國次按風暴無法受控以及法國興業銀行交易員熱羅姆·凱維埃爾涉嫌違規巨額交易歐洲股價指數期貨後的巨額平倉活動而引發的全球金融市場震盪。1月21日，伦敦金融时报100指数、巴黎CAC40指数、法兰克福DAX指数、新加坡海峽時報指數、香港恒生指数、上海上证综指跌幅均超过5%，當天被喻為「黑色星期一」，倫敦富時100指數創下單日最大跌幅，歐洲股市亦創下2001年911事件後最大跌幅，亞洲股市更最多下跌15%。。上海綜合指數下跌5.14%。美國股市當天休市，但其指數期貨也錄得大跌。當日法興銀行事件被揭發後，銀行開始平倉，使歐洲的期指交易激增，一定程度上加劇了跌勢，在連鎖效應下波及全球。
1月22日，亞洲股市繼續重挫。日經平均指數及香港恆生指數分別下跌超過5%及8%。恆生指數更大跌2,061點，創歷年最大單日跌幅。全球一半股市在當日跌穿所謂牛熊分界線的250天移動平均線。即使市場傳聞美國將提前減息三碼至四碼救市，也無力反彈。當日上海綜合指數更大幅下跌7.22%；美國開市前約一小時，美聯儲宣佈減息三碼，道指期貨即時由下跌六百多點反彈至下跌百多點，歐洲股市也大幅反彈。這是自九一一事件以來首次開市前突然減息救市，當時減幅是兩碼。雖然這次減息行為沒有造成美國股市上漲，但刺激了世界其他市場股市反彈，當日上海綜合指數上漲了3.14%、港股更創下史上最大單日點數升幅，上升了2,332.54點（10.72%），並重上250天移動平均線以上。1月24日，法興銀行完成平倉活動，並正式對外公佈事件，歐洲股市仍大幅上升，但香港股市卻在15分鐘內急跌超過八百點，倒跌收市。
2008年7月11日，全美最大的受押公司瓦解。印地麥克銀行的資產在他們被緊縮信貸下的壓力壓垮後被聯邦人員查封，由于房屋价格的不断下滑以及房屋回赎权丧失率的上升。当天，金融市场急剧下跌。投资者想知道政府是否将试图救助抵押放贷者房利美和房地美。2008年9月7日，联邦政府接管了房利美和房地美，但危机仍然继续加剧。之后，危机开始影响到那些与房地产无关的普通信贷，而且进而影响到那些与抵押贷款没有直接关系的大型金融机构。在這些機構擁有的資產裏，大多都是從那些與房屋按揭關聯的收益所取得的。對於這些以信用貸款為主要標的的證券，或稱信用衍生性商品，原本是用來確保這些金融機構免於倒閉的風險。然而由於次級房屋信貸危機的發生，使得受到這些信用衍生性商品衝擊的成員增加了，包括雷曼兄弟、美國國際集團、美林证券和HBOS。而其他的公司開始面臨了壓力，包括美國最大的存款及借貸公司華盛頓互惠銀行，並影響到大型投資銀行摩根史坦利和高盛證券。

#### 各地影響
香港由於沒有實施限制沽空，在市場一有消息出現時往往成為沽貨首選地，令股市波幅異常的大。在10月內，外圍股市波動，恆指波幅便高達7,000點。同期港股下跌了22%，為亞洲金融風暴以來最差的一個月。因次贷危机影响而造成的股市动荡，严重打击越南股市，造成近60％的股价跌幅。另一说，越南股市崩盘是国际金融巨头操纵的结果。南韓股市從2008一月開始受到波及，中間多次本國或國外釋放利多達到救援，但是上下結果最終10月初還是發生多次重跌，總計下跌40%，韓元也由於韓國外匯和貴金屬存底不足的國家特性，高度依賴外國擔保和外資信用來運作經濟，一度貶值70%。日本股市和全球一樣連日下跌，10/27日創下26年來最低點，日政府宣布10兆日圓救市计划。11月14日，俄羅斯再度宣示股市休市，因為俄羅斯主要經濟靠石油出口，經濟衰退的預期導致油價大跌，俄羅斯股市幾乎無量暴跌。烏克蘭股市逐步連續下跌超過60%，且貨幣大幅貶值，外匯存底只夠支付4個月進口貨物，向IMF提出救援貸款需求。冰島股市事發以來萎縮75%以上，政府幾乎破產，向IMF提出第一階段約50億美金救援貸款需求。

### 對銀行如何就風險評級的警告
納辛·塔雷伯強烈警告有關銀行處理风险的方法，以及現今不負責任的金融體系環環緊扣的本質。在他2006年所寫的書，《黑天鵝效應》這本書裡面裏提出：
「全球一體化創造出脆弱和緊扣的經濟，表面上出現不反覆的情況及呈現十分穩定的景象。換言之，它使災難性的黑天鵝理論（意指不可能的事情）出現，而我們卻從未在全球崩潰的威脅下生活過。金融機構不斷的進行整併而成為少數幾間的超大型銀行，幾乎所有的銀行都是互相連結的。因此整個金融體系膨脹成一個由這些巨大、相互依存、疊屋架床的銀行所組成的生態，一旦其中一個倒下，全部都會垮掉。銀行間越趨劇烈的整併似乎有降低金融危機的可能性，然而一旦發生了，這個危機會變成全球規模性，並且傷害我們至深。過去的多樣化生態是由眾多小型銀行組成，分別擁有各自的借貸政策，而現在所有的金融機構互相摹仿彼此的政策使得整個環境同質性越來越高。確實，失敗的機率降低了，不過一旦失敗發生……結果令我不敢想像。」

對於由政府出資的房屋貸款機構房利美，他認為：

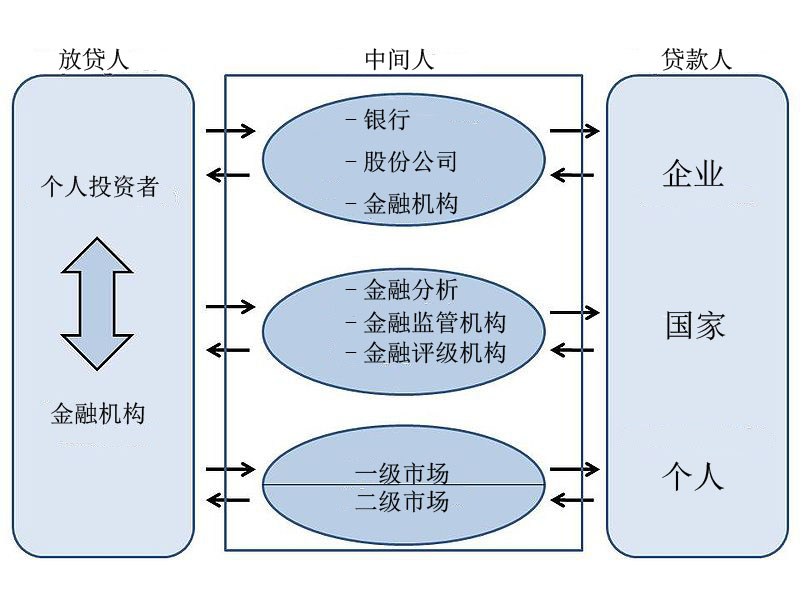
金融海嘯強大之處在於資本市場的中間圓圈部門被發現全面都是有問題或弊端。

「現在當我看著這場危機，就好比一個人坐在一桶炸藥之上，一個最小的打嗝也要去避免。不過不用害怕：他們（房利美）的大批科學家都認為這件事情不可能發生。」

## 美國聯邦儲備局的降息行動
| 聯儲局利率變動（2008年1月1日後） |          |         |           |          |              |
| 日期                             | 貼現率   | 貼現率  | 貼現率    | 聯邦基金 | 聯邦基金利率 |
|                                  |          | Primary | Secondary |          |              |
|                                  | 利率變動 | 新利率  | 新利率    | 利率變動 | 新利率       |
| 2008年10月8日*                   | -.50%    | 1.75%   | 2.25%     | -.50%    | 1.50%        |
| 2008年9月30日                    | -.25%    | 2.25%   | 2.75%     | -.25%    | 2.00%        |
| 2008年5月18日                    | -.75%    | 2.50%   | 3.00%     | -.75%    | 2.25%        |
| 2008年3月16日                    | -.25%    | 3.25%   | 3.75%     |          |              |
| 2008年1月30日                    | -.50%    | 3.50%   | 4.00%     | -.50%    | 3.00%        |
| 2008年1月22日                    | -.75%    | 4.00%   | 4.50%     | -.75%    | 3.50%        |

*配合全球主要央行減息半厘
- 更多訊息參見US federal discount rate列表（页面存档备份，存于）

## 2008年9月14日後的一週

### 大型金融機構的危機
2008年9月14日星期日，雷曼兄弟在美國聯準會拒絕提供資金支持援助後提出破產申請，而在同一天美林证券宣佈被美國銀行收購。這兩件事標誌著接下來這一星期2008年9月全球股市大崩盤的序幕，在2008年9月15日（星期一）和9月17日（星期三）全球股市發生市值暴跌的情形。在2008年9月16日，美國國際集團（AIG）因持有許多信用已經違約的到期合約而被調低其信用評級，該保險集團自身也陷入了一場清償危機（liquidity crisis）。在AIG證實其已經無法找到願意給它提供貸款、拯救它避免破產的出借人的情況下，聯準會應AIG要求，向AIG提供高達850億美元的同業信貸融資便利服務（credit facility），條件是獲取AIG 79.9%的權益性資本（equity interest），并有權對之前已經發行的普通股、優先股暫停派發紅利或股息。

### 貨幣市場基金保險及禁止放空
9月16日，金融市場上一家大型的共同基金Reserve Primary Fund因為披露其持有雷曼兄弟公司的債券，其股價下跌至1美元以下，這導致投資者贖回他們的基金需求大幅擴散，金融危機進一步惡化。截至9月18日早晨，總市值為4兆美元的市場上，機構投資者要求“賣出”（sell orders）的交易訂單市值高達5千億美元，而美国联邦储备系统注入市場的流動性資金僅有1050億美元，此刻立即使市場崩解。
在9月19日，美國財政部提供暫時性的保險（akin to FDIC insurance of bank accounts）向貨幣市場挹注資金。
到本周末，英國金融服務管理局（Financial Services Authority）、美國證券交易委員會暫停了對本國的金融類股票短線賣空交易；其他國家的金融主管單位也採取了類似的因應措施。市場信心也在財政部和美國證券交易管理委員會的努力及公關宣傳下得到了一定的恢復。

### 美國救市方案
2008年9月19日，美國財政部長保爾森公佈了一項法案計畫，以改善次級房屋信貸危機所造成的經濟困境。他提出了問題資產解決方案（之後整合在2008年經濟穩定緊急法案中），將允許美國政府從金融機構購買有問題的流動資產（又稱不良資產）。
這項法案對美國金融安全保障方面的重要性而言，是相當難以確定的。
在美國財政部長、美国联邦储备系统主席和美國證券交易委員會主席三者之間的協商會議當中，美國國會主席和美國總統提議出計畫，以進一步全面的解決金融機構不良資產所產生的問題。在週末前財政部長和總統乔治·沃克·布什宣佈救市方案，內容包括政府撥出七千億美元來購買非流動的不動產擔保證券，目的是增加次級貸款市場的流動性和減少擁有這些證券的金融機構可能會面對的虧損。此計劃的草案獲股市投資者的積極反應，挹注資金計劃的具體細節有待眾議院落實。

## 2008年9月21日後的一週

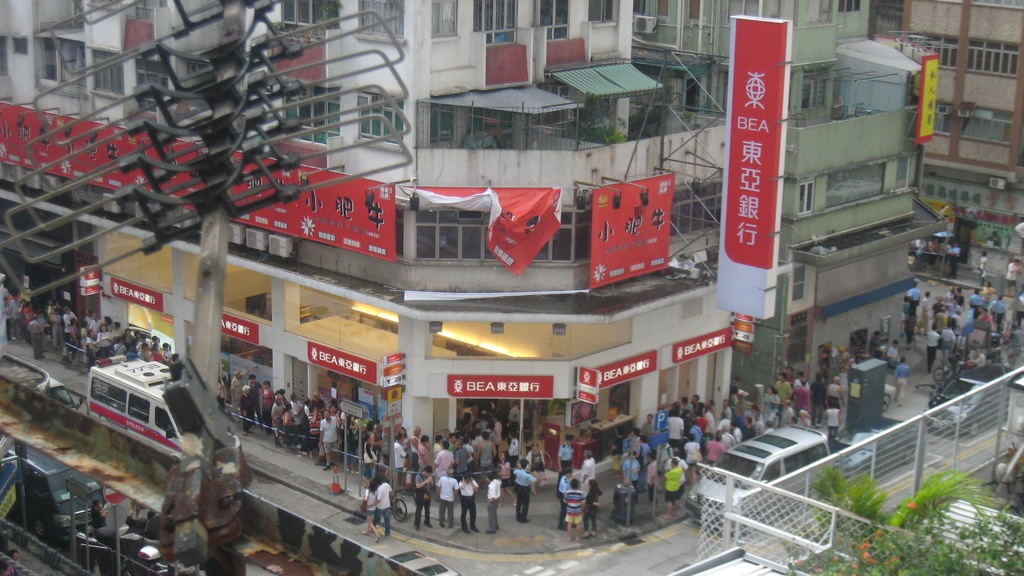
2008年9月24日，香港東亞銀行一家分行的擠提人潮

9月21日（星期日），倖存的兩家投資銀行高盛證券和摩根史坦利，向美國聯準會提出申請，轉移為銀行控股公司。此舉令兩家公司受到較多監管限制，但又較容易集資。財政部長亨利·保尔森宣佈原本不包括外資銀行的方案，現在會擴大至包括在美的外資金融機構。美國政府又向其他國家施壓，提供類似救市注資計劃。在9月22、23日（星期一和星期二），財政部長和聯邦儲備局管理委員會主席與眾議院委員會會晤，然後到星期三，美國總統在黃金時段作了一段演講。方案在喧鬧背後激烈磋商，由3頁增加至42頁，加入問責結構和行政主管人員薪酬以及其他規定以作考慮。9月25日國會領袖公佈一籃子建議，但普遍遇到反對聲音。而星期四下午在白宮一場由國會主席和總統候選人約翰·麥肯及巴拉克·奧巴馬所參與的會議中，共和黨代表和參議院銀行委員會主席理查·謝爾比，強烈反對議案，最後並未達成共識。保守派眾議院共和黨黨員提出反建議，設立一個抵押保險系統。在該星期尾段爭論持續，方案增至102頁。在週四晚間，美國最大的存款和貸款銀行華盛頓互惠被聯邦存款保險公司接管，其大部分的資產被移轉給摩根大通銀行。據報導，美國最大銀行之一的美聯銀行，與花旗集團和其他金融機構進行協商談判。

## 2008年9月28日後的一週

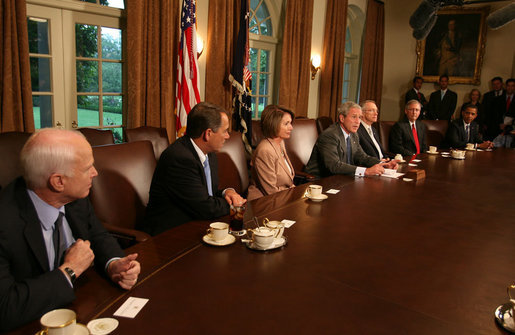
布希召開兩院議會緊急經濟會議

星期日早上，美國財政部長和眾議會領袖宣佈，他們在重要議題上已取得共識，包括只要保留着按揭保險計劃的可能性，總和7000億元不會變。
根據2008年9月28日（週日）的報導，英國財政部實行了一項對於英國主要房貸銀行布拉福德-賓利銀行（Bradford & Bingley）的援助計畫。
西班牙最大的銀行桑坦德銀行計劃接收存款賬戶和辦公室的運作，而按揭和借貸會被國有化。
2008年9月28日，荷比盧三國中的一家大型銀行和資產公司，富通金融集團，其資產部分被國有化，比利時、荷蘭和盧森堡政府共投注112億歐元（約163億美元）的金額給予這家銀行。比利時購買了富通金融集團比利時部門49%的資產，而荷蘭方面與比利時針對富通金融集團的荷蘭部門進行同樣的舉動，盧森堡則同意提供借貸予富通金融集團的盧森堡部門49％的可轉換股份。
根據2008年9月29日（週一）早上的報導，美國的第四大銀行美联银行將被花旗銀行集團所併購。
星期一時德國財政部長宣佈救援Hypo Real Estate，一家總部設於慕尼黑、由數家地產財務銀行組成的控股公司，但是在10月4日（週日）此項救援方案被中止。同一天冰島政府接管了冰島第三大銀行格里特利爾銀行（Glitnir）。
儘管歐洲和美國投入了資金，股票市場還是在星期一大跌。
而在9月29日（週一）美國的紓困計畫，也就是2008年經濟穩定緊急法案（HR 3997（增長至110頁，於當週內稍後在眾議院和參議院引入。此議案在眾議院進行公開表決的40分鐘後，以贊成票205票、反對票228票而未獲得通過。此項結果使當天美國的股票市場重挫，道瓊工業指數在數分鐘內即下跌300點，終場下跌777.68點；納斯達克指數下跌199.61點而跌破2000點大關；標準普爾500指數也下跌8.77％。最後道瓊工業指數在當天創下史上最大跌幅。
9月30日星期二，股市反彈，但借貸市場仍然緊張，倫敦同業拆放利率　（overnight dollar Libor）從 4.7%升到6.88%。
而在同一日，法國、比利時和盧森堡三國政府提供90億歐元的資金紓困給法-比銀行德克夏集團（Dexia）。
在愛爾蘭的銀行受到影響後，9月29日星期一愛爾蘭政府宣佈將為6家愛爾蘭銀行（愛爾蘭聯合銀行、愛爾蘭銀行、盎格魯－英愛爾蘭銀行（Anglo Irish Bank）、愛爾蘭人壽（Irish Life and Permanent）、愛爾蘭全國金融（Irish Nationwide）和 EBS金融（EBS Building Society））承擔一個兩年債務並擔保所有存款（零售、商業、機構及同業），包括債券等，涉及債項為4000億美元左右。
美國參議院的7000億美元紓困計劃（HR1424），修正為將存款保障上限提高至25萬美元，並包括1000億元的稅務優惠，紓緩公司和另類能源所面臨的壓力，最後以74-25的票數，得到兩黨支持而於10月1日獲得通過，而眾議院的反應則不一。但於週五的一次投票中，眾議院以兩黨票數263－171，通過由參議院更改的2008年緊急經濟穩定法案。
在歐洲，關於穩定金融體系的討論仍然持續著，最後於星期六下午在巴黎舉行會議，由法國總統薩科奇主持。據報道，意大利的UniCredit成為最新一家受影響的銀行。在10月2日晚上，希臘政府也跟進愛爾蘭的政策，宣布保障該國所有銀行的存款。
在10月3日，英國政府財政部門宣佈將銀行存戶的存款保障總額度由35000英鎊提高到50000英鎊的政策，並於10月7日生效。在10月3日（週五），荷蘭政府接收富通金融集團於荷蘭的業務來取代9月28日的挹注資金方案。

## 2008年10月5日後的一週
在一個星期之後的10月6日（週一），冰島發生一個重大的銀行和財政危機，並導致冰島貨幣冰島克朗對歐元的匯率貶值30%。當天晚上冰島國會通過了緊急法案，授與政府有較大的權限來接管和整頓銀行。冰島國家銀行（Landsbanki）和格里特利爾銀行（Glitnir）兩家銀行被政府接管，同時政府也對冰島最大的銀行Kaupthing提供紓困方案。
10月6日，冰島金融監督管理局決定暫時停止管制市場下由格里特利爾銀行、Kaupthing銀行、冰島國家銀行、Straumur投信、Spron投信、Exista投信等銀行所發行的所有金融工具的交易。
在10月6日工作日開始前，法国巴黎银行繼荷蘭政府將富通金融集團（Fortis）於荷蘭的業務國有化後，接收其所餘下的資產。在10月6日星期一，丹麥、奧地利、可能還有德國，以及愛爾蘭和希臘，替國內的銀行存款做擔保。其後，代表英國重要上市公司的金融時報100指數錄得歷來最大的跌幅。10月7號週二消費者貸款救援計畫排入英國國會議程。在10月6日德國總理安格拉·多羅特亞·梅克爾宣布政府會對德國私有銀行的所有存款進行保障。政府又宣佈一個挽救德國借貸公司The Hypo Real Estate（HRE）的計劃。在同一日美國紐約的道瓊工業指數重挫，在收盤時指數跌破了10,000點，即從2007年10月9日時的指數創下超過14,000點的高點時，所累積的跌幅為30%。在巴西和俄羅斯的股票交易市場於當週一宣布休市，以防止之後可能發生的股價重挫情形。

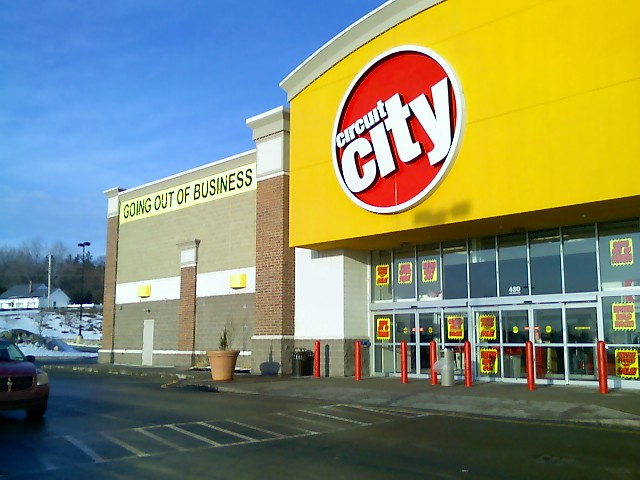
美國電氣城金融海嘯中裁掉全部35000名員工後歇業情況

10月7日，冰島金融監督管理局佈接管冰島國家銀行。同一天，冰島中央銀行宣佈俄羅斯答應將提供40億歐元借貸。然而這個消息很快的遭到俄羅斯官方的否認，並要求冰島財政部長必須更正稍早之前所做出，有關俄羅斯接受借貸給冰島的討論聲明，這一項否認是出於俄羅斯財政部副部長Dmitry Pankin。然而，稍後俄羅斯財政部長Alexei Kudrin便承認有收到這樣的請求，而俄羅斯正面回應，僅表示週內稍後冰島有派員到莫斯科開會，為金融議題展開討論。標準普爾更將冰島的外匯信用評級由A-/A-2下調至BBB/A-3，又將當地貨幣信用評級由A+/A-1降至BBB+/A-2。標準普爾又將冰島銀行業風險組別由第五組改為第八組，並表示「於經濟嚴重衰退的情況中，累積的違約和重整貸款恐占冰島銀行業總輸出貸款35%到50%，等同於一半的放款有被倒帳風險。」
就在同一日，俄羅斯總統宣示了一項對於俄羅斯國內銀行360億美元的紓困案。一些國家和地区宣佈了增加或更新的存款保證金額度：台灣政府提出將存款保障金額度提高兩倍至新台幣300萬元（92,000美元），而歐盟協議增加存款保障金額度為每一位歐盟存戶至少5萬歐元，部分歐盟國家宣佈提高存款保障金的上限：荷蘭、西班牙和比利時政府宣佈他們給予每一位存戶存款保障金上限至10萬歐元。
而英國政府在10月8日星期三早上宣佈，將提供250億英鎊購買"第一層機構"（等於政府入股買下優先股，簡稱"PIBS"）的紓困案給下列金融機構，包括：艾比銀行、巴克萊銀行、HBOS、滙豐、Lloyds TSB、全國房產協會、蘇格蘭皇家銀行集團和渣打銀行。而其他金融機構會有另外的250億英鎊的紓困，包括在英國設立分行的外國銀行。“總體來講政府在英國銀行系統和經濟中扮演公共團體的角色”。計畫也包含增加政府舉債上限，提供公平互助，履約國際承諾。計劃被認為是將企業半國有化。
10月8日星期三，歐洲央行、英格蘭銀行、美国联邦储备系统、加拿大央行、瑞典銀行和瑞士銀行於國際標準時間11:00時共同宣佈調降基準利率0.5%，而中國人民銀行也隨後跟進調降基準利率。在10月8日當天全球股市均呈現重挫，其中日本跌幅更達到9%，俄羅斯股市盤中暫停交易，而印尼股市在早盤大跌之後也停止交易。在美國，受到聯準會調降利率影響，股市停止下跌。同一天美國聯準會再提供378億美元借貸給AIG集團，援助AIG集團的總金額達到850億美元。
10月9日星期四，冰島金融監督管理局接管冰島國內最大的銀行Kaupthing Bank。由於冰島限制當地銀行所有存戶提款（當中包括海外客戶存款），造成冰島和英國的關係緊張。

## 美國民眾對政府用國庫資金救大銀行的反應
對於美國政府的7000億美元紓困案，有65%的美國民眾反對。美國民眾指出，大銀行們先是主張資本主義式的放任型擴張，現在出了事卻要求以社會主義的方式掏國庫的錢救大銀行的資本家們，民眾卻失業，信用破產與失去房子。除此之外，國際上也有一些學者認為，7000億美元根本遠遠不夠。

## 伊朗提出“美元替代方案”
伊朗總統馬哈茂德·艾哈邁迪內賈德早在2007年11月20日就已針對美元表示：「他們得到了我們的石油，卻給了我們一錢不值的廢紙（美元）。」為了因應美元貶值將帶來的經濟危機，伊朗已經把自己外匯儲備中的一大部分轉為了其他貨幣，他建議OPEC可以考慮自己推出新貨幣。
2009年3月11日內賈德更對經濟合作組織（ECO）進一步地提出了一系列建議，包括成立經濟合作發展組織和貿易銀行，以及進行貨幣合作。他說：“應在成員國間使用“單一貨幣”進行貿易，接下來在其他國家和鄰國中推行。”

## 時序

### 發生來源
- 次級房屋信貸危機

### 2007年的事件
- 2007年8月9日－爆發流動性危機[100][101]
- 2007年10月9日－道瓊斯工業平均指數創歷史新高14,164點[102]

### 2008年的事件
- 2008年環球股災
- 貝爾斯登被接管
- 美聯儲接管房利美和房貸美
- 2008年9月流動性危機
- 美國國際集團陷入財困
- 美林證券被美國銀行收購
- 雷曼兄弟破產
- 華盛頓互惠宣佈破產，被美聯儲接管後售予摩根大通
- 美联银行（英语：Wachovia）的存款業務可能被花旗銀行收購[103]，但富國銀行也有意併購
- 2008年經濟穩定緊急法案
- Hypo Real Estate接受德國政府擔保
- 冰島瀕臨破產，三大銀行被接管
- 美國宣布7000億美元救市計畫的前半段2900億救助金融業不理想，後續改為救助消費者，等於宣示經濟衰退已經從短期風暴變成長期抗戰
- 布希總統宣佈以134億美元緊急紓困瀕臨倒閉的通用、福特、克萊斯勒等三大車廠
- 溫家寶四萬億投資計劃